# MacTutor
MacTutor (англ. MacTutor History of Mathematics archive — Архив истории математики Мактьютор) — веб-сайт, который содержит биографии многих математиков (как умерших, так и ныне живущих), а также информацию об истории математики. Архив расположен на сайте университета Сент-Эндрюс в Шотландии и поддерживается Джоном О’Коннором и Эдмундом Робертсоном.
База биографий математиков позволяет осуществлять поиск по алфавитному и хронологическому указателям. По состоянию на март 1997 года база содержала 1162 биографий и 626 портретов. Хронологический указатель разделён на 29 групп (по данным 2003 года) и включает в себя временной интервал от египетского папируса Ахмеса до математиков, родившихся после 1940 года и ныне живущих, в том числе о 76 женщинах-математиках. Каждая статья (насколько это возможно) содержит основную информацию о персоне, включая даты рождения и смерти, портрет, детальную биографию и основные достижения. К статье также прилагается библиографический список, статьи о работах этого математика, дополнительные ссылки. Страницы с биографиями почти не содержат графики.
Информация по истории математики располагается в отдельном указателе (History Topics Index), который включает в себя историю математики в различных культурах и историю различных разделов математики. В 2003 году были представлены разделы по истории математики в Вавилоне, Египте, Греции, Индии, арабском мире, Америке, Шотландии, а также по математике инков и майя. Среди различных разделов математики в указателе представлены алгебра, анализ, геометрия и топология, числа и теория чисел, математическая физика, математическая астрономия, математическое образование и их подразделы. Помимо этого, в эссе по истории математики рассматриваются политические моменты и конфликты, связанные с научными исследованиями.
Архив истории математики является частью Математической системы Мактьютор (англ. Mathematical MacTutor System). Система работает только на компьютерах Apple и включает в себя более 100 HyperCard и около 2000 карт. Она используется во многих университетах и школах Великобритании и других стран и получила ряд наград, включая приз за лучшее математическое программное обеспечение от European Academic Software Awards в 1994 году.